# Vampires: The Turning
Vampires: The Turning ist ein US-amerikanischer Horrorfilm aus dem Jahr 2005 vom Regisseur Marty Weiss.

## Inhalt
In Thailand wird Connors Freundin Amanda von einer Gruppe von Bikern entführt. Die Polizei unternimmt nichts. Deswegen sucht Connor auf eigene Faust die Spur seiner Freundin. Connor trifft auf andere Vampirclans, die sich seit 800 Jahren gegenseitig bekämpfen und nun der entscheidenden Schlacht am siamesischen Neujahrsfest entgegen sehen. Amanda ist in der Gruppe eines anderen Vampirclans. Damit Connor Amanda vor dem Vampirboss Niran retten kann, verbündet er sich mit der Gruppe von Sang.

## Rezeption
„Teil einer von John Carpenter initiierten Vampir-Serie, der die gedankenlos-vorhersehbare Story durch unterproduzierte Thaibox-Kämpfe aufpeppt.“

## Synchronisation
| Rolle  | Schauspieler/in   | Synchronsprecher/in |
| ------ | ----------------- | ------------------- |
| Connor | Colin Egglesfield | Johannes Raspe      |
| Sang   | Stephanie Chao    | Maren Rainer        |
| Kiko   | Roger Yuan        | Ole Pfennig         |
| Amanda | Meredith Monroe   | Beate Pfeiffer      |
| Niran  | Dom Hetrakul      | Manou Lubowski      |
| Suwan  | Nophand Boonyai   | Stefan Günther      |